# Človečnjaki
Človečnjaki (znanstveno ime Hominoidea) so naddružina prvakov, ki se nadalje deli v dve danes živeči družini, gibone in človeku podobne opice. V slednjo med drugimi sodi tudi človek.
Z izjemo goril in človeka so človečnjaki drevesne živali. V splošnem so vsejedi, ki se večinoma prehranjujejo z lahko prebavljivo rastlinsko hrano (sadje, oreški, semena, poganjki), del pa predstavlja tudi živalski plen. Prvotno živijo v Afriki in Aziji, človek pa se je razširil po vsem svetu.

## Sistematika
Klasifikacija človečnjakov je zapletena in se z novimi fosilnimi odkritji pogosto spreminja, situacijo pa dodatno zapleta še »poseben« status človeka, ki so ga tradicionalno uvrščali v lastno družino (Hominidae). Molekularne raziskave so nedvoumno pokazale, da je človek bolj soroden šimpanzom kot so ljudje in šimpanzi gorilam ter ostalim vrstam. Danes ločujemo znotraj obeh družin človečnjakov 21 vrst v osmih rodovih.
- družina Hylobatidae
  - rod Bunopithecus
    - Hulok (Bunopithecus hoolock)

  - rod Hylobates
    - Unka (Hylobates agilis)
    - Klossov gibon (Hylobates klossi)
    - Beloroki gibon (Hylobates lar)
    - Hylobates albibarbis
    - Javanski gibon (Hylobates moloch)
    - Sivi gibon (Hylobates muelleri)
    - Kapičasti gibon (Hylobates pileatus)

  - rod Nomascus
    - Belolični gibon (Nomascus concolor)
    - Nomascus gabriellae
    - Nomascus hainanus
    - Nomascus leucogenys
    - Nomascus siki

  - rod Symphalangus
    - Siamang (Symphalangus syndactilus)
- družina Hominidae
  - rod Pan
    - Navadni šimpanz (Pan troglodytes)
    - Bonobo (Pan paniscus)

  - rod Pongo
    - Bornejski orangutan (Pongo pygmaeus)
    - Sumatrski orangutan (Pongo abelii)
    - Tapanulski orangutan (Pongo tapanuliensis)

  - rod Gorilla
    - nižinska Zahodna  gorila (Gorilla gorilla)
    - gorska Vzhodna gorila (Gorilla beringei)

  - rod Homo
    - Človek (Homo sapiens)